# Ɨ
Ɨ (kleingeschrieben ɨ) ist ein Buchstabe des lateinischen Schriftsystems, bestehend aus einem I mit Querstrich. 
Im internationalen phonetischen Alphabet steht das ɨ für den ungerundeten geschlossenen Zentralvokal. Er ist im Afrika-Alphabet enthalten und wird beispielsweise für das in der Demokratischen Republik Kongo gesprochene Budu verwendet. In Mexiko wird der Buchstabe für Mixe und die mixtekischen Sprachen verwendet, sowie in Papua-Neuguinea für Angave, wo er allerdings das Schwa (IPA: ə) bezeichnet.

## Darstellung in Computersystemen
Unicode enthält das große Ɨ als U+0197 latin capital letter i with stroke im Block Lateinisch, erweitert-B sowie das kleine ɨ als U+0268 latin small letter i with stroke im Block IPA-Erweiterungen.